# Robert Wight
Robert Wight (Milton, 6 de julho de 1796 – Grazeley Lodge, Reading, 26 de maio de 1872) foi um médico e botânico britânico.

## Obras principais
- Illustrations of Indian botany (dois volumes, 1841-1850)
- Icones plantarum Indiæ orientalis (seis volumes, 1840-1856)
- Spicilegium neilgherrense (dois volumes, 1846-1851).